# Huey Lewis and the News
Pour les articles homonymes, voir Lewis et The News.
Huey Lewis and the News est un groupe américain de pop rock, originaire de San Francisco, en Californie.

## Biographie

### Années 1970–1990
Lewis a sorti plusieurs albums avec son groupe The News, originaire de San Francisco. Il avait auparavant joué au sein du groupe Clover de 1972 à 1979. Huey Lewis and the News ont contribué à la bande originale du film Retour vers le futur (1985) avec leurs chansons intitulées The Power of Love et Back in Time. Huey Lewis joue également un petit rôle dans le premier Retour vers le futur, en tant que membre du jury (celui qui tient le mégaphone) lors d'un concours où Marty (Michael J. Fox) joue avec son groupe. Cette scène est d'ailleurs pour le moins ironique, vu qu'il signale à Marty que « cette musique est assourdissante » (Marty joue en fait leur titre The Power of Love en instrumental).
Le troisième album du groupe Sports, sorti en 1983 s'est vendu à plus de 10 millions d'exemplaires rien qu'aux États-Unis. Ont ensuite suivi Fore! en 1986, dont sont extraits les singles Stuck with You et Jacob's Ladder qui se classent numéro un dans le Billboard Hot 100, puis Small World  en 1988 et Hard at Play en 1991 qui ont également été de grands succès.
Huey Lewis participa aussi à la chanson We are the World en 1985 avec USA for Africa. Le clip de leur chanson I Want a New Drug est parodié dans l'épisode Papy fait de la contrebande de la série Les Simpson. C'est un titre qui a suscité une polémique lorsque Ray Parker Jr sort son tube planétaire Ghostbusters. Huey Lewis a porté plainte contre Ray Parker Jr pour avoir copié I Want a New Drug. L'histoire s'est réglée par un accord financier confidentiel,.
En 2000, dans le film inspiré du roman de Bret Easton Ellis du même nom American Psycho, Patrick Bateman (Christian Bale) parle longuement de Huey Lewis and the News à son collègue Paul Allen (Jared Leto), citant notamment les albums Sports et Fore!, avant de le tuer au son de Hip to Be Square à coups de hache.
Le clip de leur chanson If This Is It est parodié dans le film à sketches Cheeseburger film sandwich (Amazon Women on the Moon) (1987) dans le sketch Murray in Videoland. Murray, un vieil homme simplement vêtu d'un marcel et d'un caleçon, se retrouve prisonnier du petit écran après avoir utilisé à l'envers sa télécommande. On le voit dans le clip au milieu des autres membres du groupe, seule sa tête émergeant du sable.

### Huey acteur
En 2000, Lewis est covedette dans le film Duets, de John Byrum et Bruce Paltrow, dans le rôle de Ricky Dean. Il y fait une reprise de « Cruisin' » (de Smokey Robinson), en duo avec Gwyneth Paltrow. La suite de l'histoire indique qu'elle restera sans doute le dernier important succès de radio avec la voix de Huey.
Il joue aussi le rôle, en 2004, du père de Haley James dans les Frères Scott.

### XXIesiècle
La composition du groupe a considérablement changé depuis son apogée. Le bassiste Mario Cipollina quitta le groupe peu après la tournée de 1994. Son remplaçant depuis ce moment-là est le bassiste John Pierce. La Tower of Power Band, a souvent servi de cuivre pour groupe dans les années 1980. Eux aussi ont cessé leur travail avec le groupe en 1994. Marvin McFadden, Ron Stallings et Rob Sudduth les remplace alors dans le groupe. Au début du siècle, Chris Hayes quitte les News pour passer plus de temps avec sa famille, mais il a tout de même joué sur l'album de 2001 Plan B. Stef Burns a remplacé Hayes, bien que les guitaristes Tal Morris et James Harrah l'aient également remplacé pendant d'autres engagements qu'il avait. Le 13 avril 2009, Stallings est mort d'une rude bataille avec le myélome multiple.
Les News sortent leur premier album du XXIe siècle, Plan B, avec Jive Records, en 2001. Il ne fait que brièvement une entrée dans les classements, tandis que le premier single à  succès, Let Her Go and Start Over. Mais le groupe continue à tourner, jouant près de 70 dates par an. En décembre 2004, Huey Lewis et les News enregistrent sur scène Live at 25, à la Sierra Nevada Brewing Company à Chico en Californie pour célébrer leur 25e anniversaire en tant que groupe. Pendant l'été de 2006, le groupe réalise une tournée aux États-Unis avec le groupe Chicago. Huey Lewis a également pris la place du meneur pour Colour My World avec Chicago.
Le 21 août 2007, le groupe fait un concert à la Foire d'Agriculture de Californie et est rejoint sur scène par Mario Cipollina (ex-bassiste) lors d'un rappel de quatre chansons. Ce fut la première prestation qu'il fait avec le groupe depuis plus de 10 ans. Huey Lewis and the News jouent à la 28e édition du festival de Washington qui fête le Jour de l'Indépendance, le vendredi 4 juillet 2008. En 2008, Huey Lewis et les News enregistrent la bande-originale du film action-comique Délire Express. La chanson est jouée sur le générique de fin du film et apparaît sur l'album de la bande-originale du film.
Le groupe retourne en studio en 2010, pour l'enregistrement de leur second album du XXIe siècle, après plus de neuf ans d'absence. L'album est intitulé Soulsville, en hommage à Stax Records, une des plus grandes maisons de disques de musique soul. L'album Sousville est enregistré aux Ardent Studios,. Leur chanson Hip to be Square est présente dans l'épisode La mémoire (pas) dans la peau de la saison 8 d'American Dad. En 2017, le groupe annonce la sortie d'un album courant 2018

## Membres
- Huey Lewis - chant, harmonica
- Chris Hayes - guitare, chant
- Johnny Colla - guitare, saxophone, chant
- Sean Hopper - claviers, chant
- Mario Cipollina - basse
- Bill Gibson : batterie

## Discographie
- 1980 : Huey Lewis and The News
- 1982 : Picture This
- 1983 : Sports
- 1986 : Fore!
- 1988 : Small World
- 1991 : Hard at Play
- 1992 : The Heart of Rock'n'Roll : the best of Huey Lewis and the News (Compilation Europe)
- 1994 : Four Chords and Several Years Ago
- 1996 : Time Flies : the best of Huey Lewis and the News (compilation US)
- 2001 : Plan B
- 2005 : Live at 25
- 2006 : Greatest Hits (Compilation)
- 2010 : Soulsville
- 2017 : Collected (Compilation)
- 2020 : Weather